# The Lab
The Lab (с англ. — «лаборатория») — компьютерная игра для виртуальной реальности, разработанная Valve Corporation и выпущенная на платформе Microsoft Windows для шлема HTC Vive 5 апреля 2016 года. Действие игры разворачивается во вселенной Portal. Игра демонстрирует игроку возможности использования виртуальной реальности с помощью 8 мини-игр, в которые можно перейти из узловой комнаты, и ряда интерактивных объектов.

## Игровой процесс
Большая часть движений в игре осуществляется с помощью системы камер HTC Vive и двух контроллеров в руках (или одного присоединённого контроллера Steam). В узловой комнате игрок может исследовать пространство вокруг себя, насколько это позволяет физическое пространство вокруг него, а также перемещаться дальше, используя кнопки на контроллерах для телепортации в различные области комнаты. Такое же управление используется в некоторых мини-играх. Игрок также использует контроллеры для того, чтобы брать в руки или взаимодействовать с различными объектами виртуального мира, такими как лук, ремонтные инструменты и шар для боулинга. В некоторых мини-играх, включающих уклонение от снарядов, они используются как физические объекты в виртуальном мире.
Всего в The Lab доступны 8 мини-игр. Они существуют в виде карманных вселенных, находящихся в узловой комнате, в свою очередь находящейся внутри комплекса Aperture Science. Чтобы попасть в одну из мини-игр, игроку необходимо взять в руки шар с соответствующим названием в узловой комнате и поднести его к лицу.

### Рогатка
«Рогатка» (англ. Slingshot) похожа на игры серии Angry Birds. Игрок использует калибровочную машину, стреляющую модулями персональности по грудам обломков и взрывчатых веществ. Задача игры — вызвать как можно больше разрушений используя ограниченный набор модулей для стрельбы. Каждый модуль обладает уникальным характером и голосом.

### Лук
«Лук» (англ. Longbow) — игра, предлагающая игроку стрелять из лука. Для прицела и стрельбы используются два контролера: один отвечает за положение лука, а второй — стрелы. Задача игрока — защищать ворота замка от наступающих сил противника, стоя на стене замка. Игра была положительно оценена критиками за точность управления и диапазон возможных движений, что приближает ощущения от игры к реальной стрельбе. Вражеские единицы представлены чёрными фигурами из рекламных объявлений Aperture Science, которые можно найти в обеих играх серии Portal. Помимо стрельбы по фигурам, игрок также может целиться по мишеням для активации ловушек, таких как кипящее масло.

### Xortex
Мини-игра Xortex 26XX описывается как игра типа «пулевой ад». В ней игроку предстоит взять космический корабль с помощью контроллера движений и перемещать его по виртуальному пространству, избегая шквала снарядов нарастающей сложности. Контролируемый космический корабль также может стрелять по вражеским кораблям. В игре есть несколько уровней, сражения с боссами и таблица рекордов. Отличительной чертой этой мини-игры является возможность играть в неё, используя только верхнюю часть своего тела.

### Открытки
Мини-игра «Открытки» (англ. Postcards) описывается как «виртуальный отпуск». Она переносит игрока на вершину горы с исландской природой, по которой игрок может перемещаться с помощью системы телепортов. Игрока сопровождает собака-робот, с которой можно сыграть в ловлю предметов, используя палку. Горная местность была создана совмещением большого количества фотографий горного хребта Vesper Peak, расположенного неподалёку от офиса Valve. Доступны и другие окружения, в которые можно перенестись либо переключив кабель в другие гнёзда на доске с прикреплёнными открытками в лаборатории, либо используя выпадающее меню. Среди других окружений — городская площадь Венеции и пещера, названная «лавовый тоннель». В «лавовом тоннеле» нет ни роботической собаки, ни палок; вместо них игрок носит машину для надувания разноцветных воздушных шариков, которые можно пустить летать по пещере.

### Проекция тела человека
В «Проекции тела человека» (англ. Human Medical Scan) отсутствует какой-либо игровой процесс, вместо этого мини-игра показывает возможности использования технологии виртуальной реальности в медицинской и научной сферах. «Проекция тела человека» содержит трёхмерную модель человека и огромное число сканов компьютерной томографии, благодаря чему игрок может отбросить любой слой тела и посмотреть на конкретные биологические функции.

### Солнечная система
Мини-игра «Солнечная система» (англ. Solar System) представляет собой виртуальную копию солнечной системы, в которой планеты и другие объекты могут быть взяты в руки, перемещены и брошены.

### Починка робота
«Починка робота» (англ. Robot Repair) включает предыдущее техническое демо, созданное Valve для HTC Vive и впервые выпущенное в марте 2016. В нём игрок-человек находится внутри лаборатории тестирования GLaDOS, в которой ему предстоит починить робота Атласа из Portal 2. Мини-игра преподносится как «интерактивная комедийная зарисовка» с набором сценариев и событий. В отличие от других мини-игр, основанных на игровом движке Unity, «Починка робота» использует движок Source 2.

### Потайная лавка
«Потайная лавка» (англ. Secret Shop) переносит игрока в магазин предметов из MOBA-игры Valve, Dota 2, в котором можно взаимодействовать с большим количеством предметов из игры и находить множество секретов. Игрок может использовать ряд заклинаний с разными эффектами, среди которых сжатие модели игрока.

## Разработка
Игра была впервые представлена на выставке Game Developers Conference 2016 года, на которой было показано демо, содержащее 4 из 8 мини-игр («Рогатка», «Лук», Xortex и «Открытки»). В разговоре с журналистом Адамом Смитом организатор стенда для демо, Кристофер Чин, объяснил выбор концепта мини-игр идеей о том, как можно перенести различные жанры и виды игр в мир виртуальной реальности оригинальным способом.